# Amnesia (utwór KMFDM)
Amnesia – singel niemieckiego zespołu industrialnego KMFDM, wydany 22 maja 2012 roku w Stanach Zjednoczonych i 25 maja w Europie. Jest drugim i ostatnim singlem promującym siedemnasty album grupy WTF?!. Okładkę albumu stworzył wielokrotny kolaborant Aidan „Brute!” Hughes, która nawiązuje do obrazu Edvarda Muncha Krzyk.

## Lista utworów
1. „Amnesia” (Käptn’ K. Mix) – 5:47
2. „Amnesia” – 5:01
3. „Krank” (Mix Für Dich Mix) – 5:26
4. „Come On – Go Off” (Rotersand Mix) – 4:40
5. „I ♥ You” – 3:53